# Ghursal
Ghursal (in armeno Ղուրսալ?) è un comune di 496 abitanti (2001) della Provincia di Lori in Armenia.